# Syllis vivipara
Syllis vivipara är en ringmaskart som beskrevs av August David Krohn 1869. Syllis vivipara ingår i släktet Syllis och familjen Syllidae. Inga underarter finns listade i Catalogue of Life.